# 张释之
張釋之（?—?），字季，南阳堵阳（今河南方城东）人，西漢政治人物。事漢文帝、漢景帝二朝，曾任廷尉、以執法公正不阿聞名。漢文帝時，彈劾太子劉啟「過司馬門不下車」，劉啟即位，將釋之謫為淮南國相國。後過世。
有一兄張仲、一子張摯。司馬遷著《史記》，將其與馮唐合立《張釋之馮唐列傳》；班固《漢書》列入《張馮汲鄭傳》。

## 生平

### 縣人犯蹕
張釋之擔任廷尉。漢文帝出巡經過中渭橋，有一個人從橋下跑出來，驚動了文帝的車馬。文帝便派遣騎兵逮捕，把他交給廷尉。張釋之審問犯人。犯人說：「我是從縣裡來的人，聽說皇帝出巡，禁止通行，就躲在橋下。過了很久，我以為隊伍已經過去了，就出來，看見皇帝的車隊，便立刻跑開了。」張釋之向文帝報告判決內容：僅是一個人犯了禁止通行的規定，判罰金。文帝生氣的說：「這個人驚動了我的馬，幸虧我的馬性情溫順，假使是其他的馬，豈不就會因為車子損壞或翻覆而摔傷我了嗎？但是廷尉竟然只判他罰金！」張釋之說：「法律，是天子要跟天下人共同遵守的。現在法律規定如此，如果皇上卻要再加重他的罪，這樣法律就不被人民信任了。再說當那個時候，皇上下令立刻殺了他也就罷了。現在既然交給廷尉處理，廷尉是天下執法的標準，只要一有偏差，天下執法的官員所下的判決就會因此而或輕或重，這樣人民豈不是將會手足無措，不知如何是好嗎？希望皇上明察。」過了很久，文帝才說：「廷尉的判決是對的。」

### 高廟玉環竊案
有人偷了漢高祖廟裡的玉環，被抓到後，文帝生氣的交給張釋之判決。釋之按照法律規定偷盜宗廟所用的器物之罪來奏上，判他死刑，文帝大怒，說：「此人如此缺乏道德，偷先帝廟中的器物，我交給你治罪，是想判他全族死刑，你卻依法判決，這與我的本意不合！」釋之摘下帽子磕頭謝罪說：「依法如此判案就夠了，況且同樣的罪，也要視情節的輕重而使斷案有所差別，如果偷宗廟的器具就判滅族，那萬一將來有愚民盜挖陵寢，又該如何加重處罰呢？」過了很久，文帝與太后商談過，才同意釋之的判決。因為此案，山都侯王恬啟與條侯周亞夫欣賞張釋之執法公正，就和張釋之結為好友。張釋之因而譽滿天下。

## 亲属
- 父亲：张□
- 母亲：□氏
- 大哥：张仲
- 妻子：□氏
- 长子：张挚，儿媳：□氏

## 延伸阅读
[在维基数据编辑]
 《史記/卷102》，出自司馬遷《史記》
 《漢書·卷050》，出自班固《漢書》